# Lanfièra (département)
Pour les articles homonymes, voir Lanfiéra.
Lanfièra est un département et une commune rurale de la province de Sourou, situé dans la région de la Boucle du MouhounBurkina Faso. Il compte en 2006, 18 817 habitants.

## Villages
Le département et la commune rurale de Lanfièra comprend 12 villages, dont le chef-lieu (données de population du recensement de 2006) :
- Bissan (586 habitants)
- Doulé (654 habitants)
- Gouran (2 727 habitants)
- Guiédougou (6 496 habitants)
- Kamina (877 habitants)
- Koumbara (1 807 habitants)
- Lanfièra (984 habitants, chef-lieu)
- Nion (1 037 habitants)
- Ouerin (592 habitants)
- Toumani (437 habitants)
- Yaran (1 790 habitants)
- Yayo (830 habitants)